# なつぽい
なつぽい（1995年7月19日 - ）は、日本の女性プロレスラー。元ジュニアアイドルで女優。ジュニアアイドル時代は杏 なつみ（あん なつみ）の芸名で活動。その後、プロレスラー活動含め、しばらくは万喜なつみ（まき なつみ）の芸名で活動していた。神奈川県横浜市出身。スターダム所属。血液型O型。

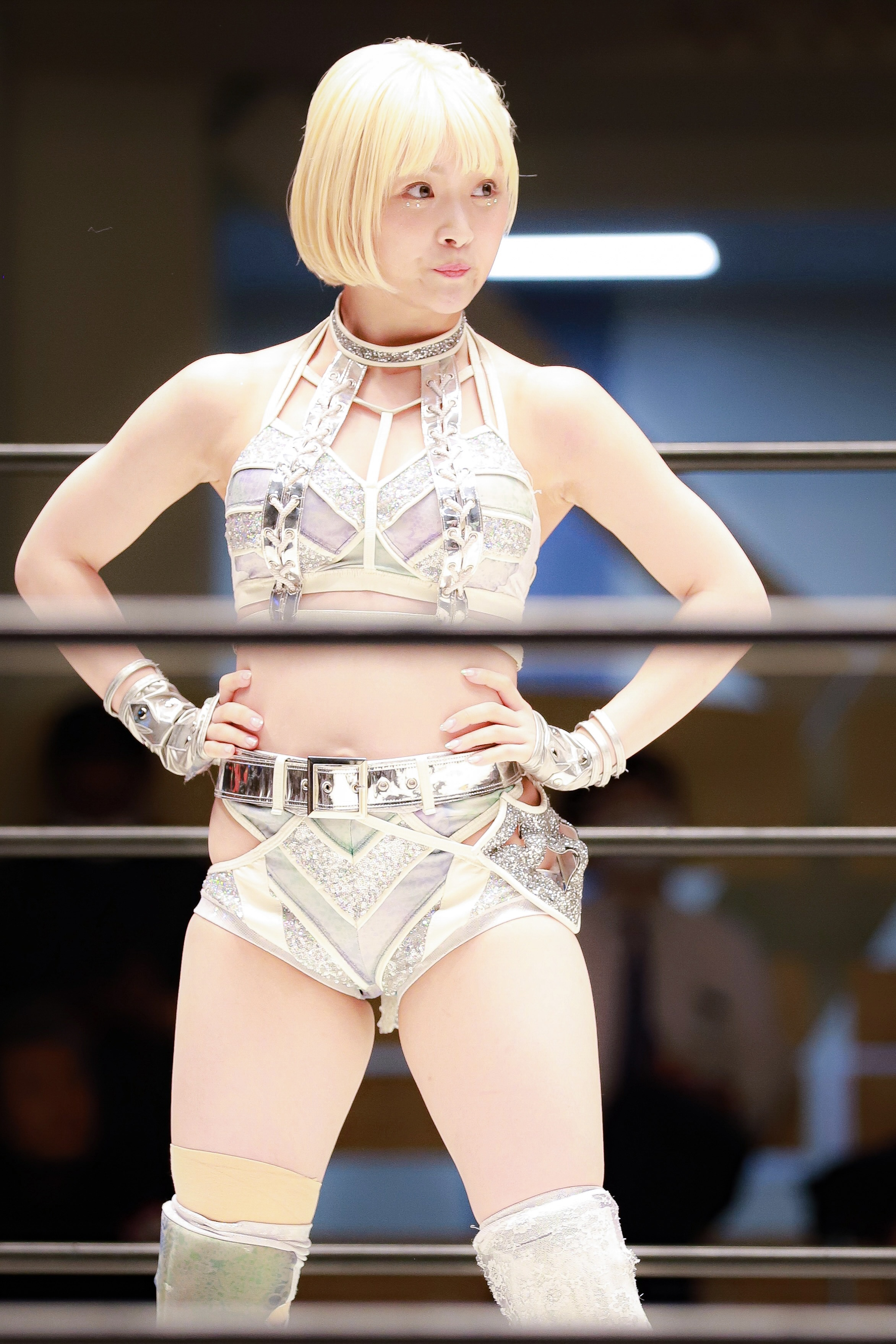
2023.05.23 pinx!後楽園ホール大会 なつぽい選手

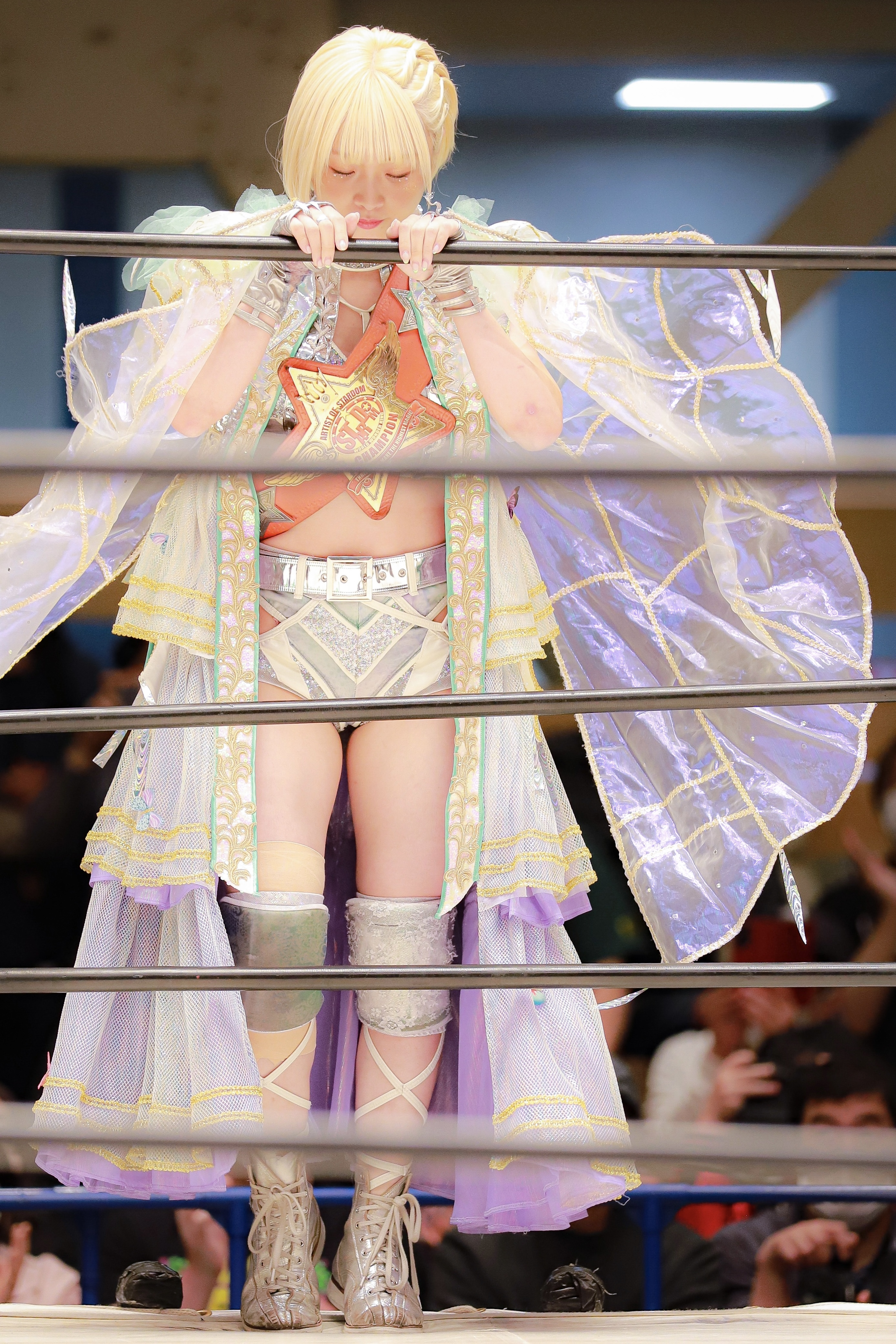
2023.05.23 pinx!後楽園ホール大会 なつぽい選手

## 来歴

### 幼少期 - プロレスデビュー前
- 小学生時代に新体操を経験。また、小学生から高校卒業までは、バトントワリングチームLITTLE STAR BATON TEAM[1] に所属し、横浜市から表彰された実績がある。高校卒業を機にバトン引退するが、全国大会の常連であった。3歳で事務所に入り、5歳でテレビに初出演[2]。ジュニアアイドル時代はチューボーモデルとして、グラビアを中心に活躍し多数のDVDに出演した。
- 2009年に一時休業。高校卒業後は「なつみ」の芸名を経て、2015年8月5日より「万喜（まき）なつみ」に改名[3]。

### 2015年
- 2015年5月31日、新木場1stリングにおけるBeginning「Actress girl ' Z プロローグ」、まなせゆうな&安納サオリ戦（パートナーは金村香織）でプロレスデビュー。

### 2016年
- 8月21日、スターダムのSTARDOM 5★STAR GP 2016に出場。初戦のブルー・ニキータ戦で6分44秒、デスバレーボムに沈むなど連敗するが、最終戦では美邑弘海からピンフォール勝利[4]。
- 10月21日、ファイヤープロレス「ハロウィン・モンスターカーニバル」では、「ぽい（ん）かーべる」として試合（パートナーは不思議の国のえいみぃ）。レフィセント・ホッティー＆ブラックポテ子組と対戦した[5]。

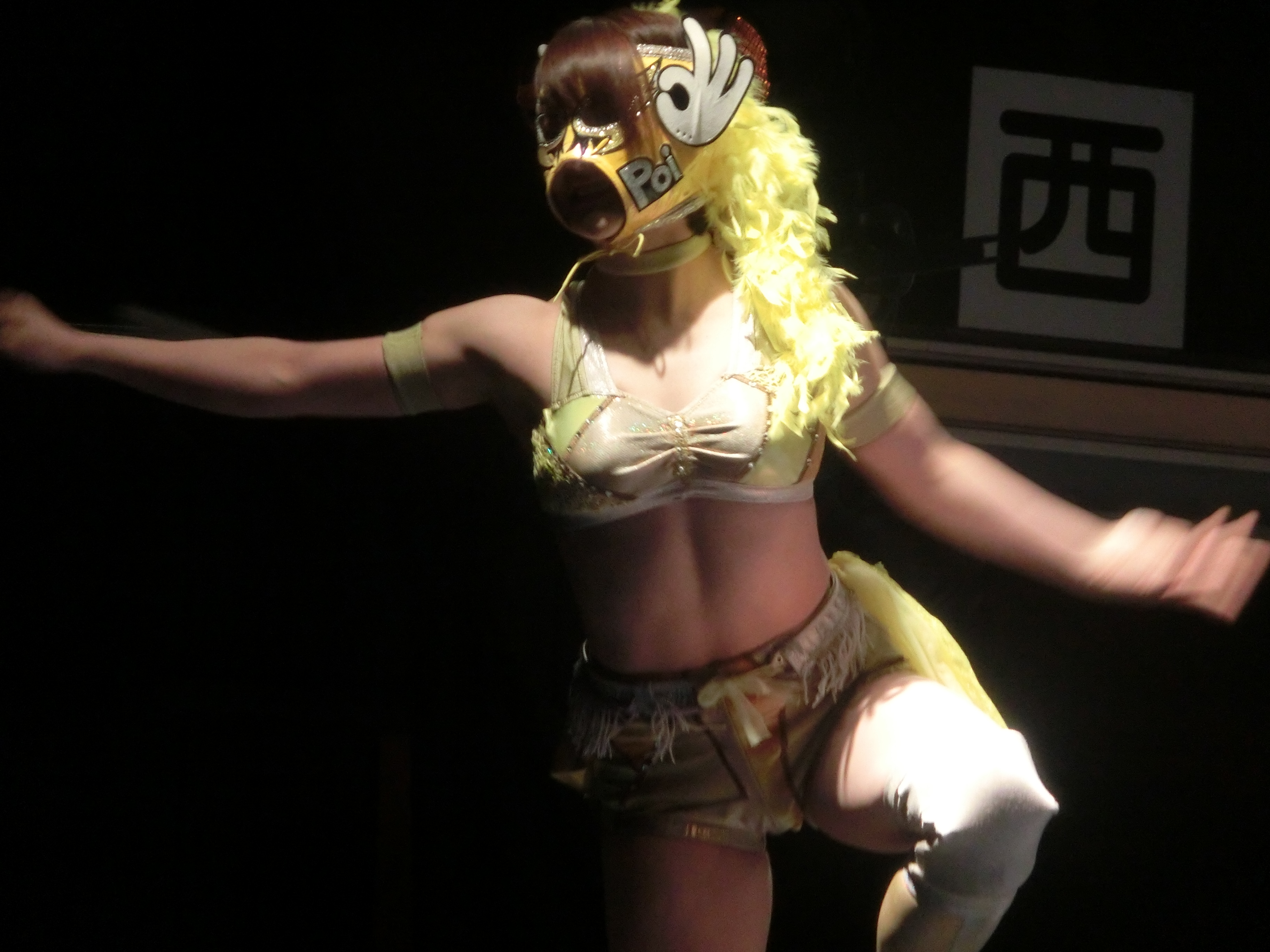
2018年、ぽいマン

- 10月23日のスターダム新木場大会には、パイレーツ・カイザー＆アロハ・ビート、ファジー・ピーチ組を相手に、化身である覆面レスラー「ぽいマン」が出場した（パートナーはIOTIKA＆MAYUTIKA）。
- 11月3日、JWP・後楽園大会で木村花の持つJWP認定ジュニア＆POP王座に挑戦[6]。
- 12月29日、さいたまスーパーアリーナ・コミュニティアリーナで行われた、格闘技EXPO2016のBeginning提供試合に出場[7]。

### 2017年
- 1月14日、欠場となった木村花の代わりとしてPro Wrestling ACEに初参戦（対戦相手は角田奈穂）[8]。
- 1月15日には堀田祐美子と1年ぶりにシングルマッチで激突[9]。10分14秒ピラミッドドライバーで敗北。「（必殺技のピラミッドドライバーを出されたことは）嬉しいです。（でも）悔しくて悔しくてしょうがない」とコメントを出した[10]。
- 4月2日、Pro Wrestling ACEで木村花と対戦。4月9日、ワールド女子プロレス・ディアナ６周年記念大会で小林香萌と対戦。
- 4月19日、安納サオリとのタッグでWRESTLE-1・後楽園ホール大会に参戦。木村花＆才木玲佳組に敗れる[11]。5月4日、堀田自主興行で堀田祐美子&豊田真奈美組と対戦（パートナーは安納サオリ）。5月21日、大館大会では堀田祐美子&木村花組と対戦（パートナーは安納サオリ）。28日には中野たむ＆関口登子戦（パートナーは安納サオリ）を行う[12]。

### 2018年
- 5月16日、TWIN PLANET所属を発表[13]。
- 6月4日、CMLL-REINAプレゼンツ「グランフェスタ」に初参戦し、ムーンサルトプレスでシエルタに敗北[14]。
- 6月16日、ジャガー横田41周年記念興行で井上貴子と対戦。8月12日のBeginning新木場大会で年内いっぱいでの退団を表明。
- 9月25日に開幕するBeginning初の王者決定戦、アクトレスガールズ シングルチャンピオン決定トーナメントに出場[15]。10月9日の2回戦でドラゴンスープレックスホールドで安納サオリに敗退[16]。
- 11月8日、我闘雲舞に参戦し、里歩の持つスーパーアジア選手権に挑戦するも失敗。改めて、2019年以降のプロレスラー継続を表明した[17]。
- 12月23日、出場予定であった大阪大会を欠場。理由は、退団以降に東京女子プロレス出場を決めていたことを、団体に報告していなかったことが重大なルール違反とのこと[18]。また、それが理由となり当人との話し合いの結果、12月24日付けで契約解雇の形で退団となった。ただし翌年1月3日に会見を行った東京女子プロレスおよび万喜のマネジメントを行うTWIN PLANETによると、アクトレスガールズの間には契約書もなく、半年前には双方の話し合いにより円満退団が決まっていたという[18]。また、会見では明日4日からの東京女子レギュラー参戦が発表された[19]。

### 2019年
- 1月4日、東京女子プロレス初参戦。ジャーマンスープレックスで勝利を飾る。
- 2月17日、DDT両国国技館大会に、アンダーマッチ枠で参戦[20]。
- 4月6日、王子BASEMENT MONSTAR大会にて、東京女子参戦時から組む機会の多かった、乃蒼ヒカリとのタッグ名を「ぱんでみっくBoo-Boo」と発表し、タッグ王座への挑戦を表明。
- 8月25日、後楽園ホール大会にて行われた、初代インターナショナル・プリンセス王座決定戦にて、ジゼル・ショーを下し初代王者となる。また、自身初のベルト戴冠となる。
- 9月16日、両国KFCホール大会で、まなせゆうなを相手にアクトレスガールズ時代の師弟対決となった初防衛戦を行うが、試合中に右内側側副靭帯を損傷し王座陥落、その後年内は欠場となった[21]。

### 2020年
- 1月4日、後楽園ホール大会にて大親友であるSareeeと3か月半ぶりの復帰戦を行う。
- 5月1日、TWIN PLANET退所を発表[22]。
- 9月21日、品川ザ・グランドホール大会をもって、東京女子プロレスへのレギュラー参戦を終了[23]。
- 10月3日、スターダムの横浜武道館プロレスこけら落とし大会にドンナ・デル・モンド（DDM）の新メンバーとして登場。リングネームをなつぽいに改め、その初戦の相手であるDEATH山さん。を鮮やかなハイブリッジ・ジャーマンスープレックス･ホールドで下した[24]。

### 2021年
- 1月17日、スターダムに正式入団。
- 3月3日、日本武道館大会でAZMをフェアリー・ストレインで破り、ハイスピード王座を獲得。
- 3月24日、アクトレスガールズ時代の同胞･中野たむとの1年以上に渡る確執が始まる[25]。
- 8月29日、ベルサール汐留にてスターライト・キッドとのハイスピード選手権試合を行い、3度目の防衛に失敗。
- 10月3日、名古屋大会にて舞華・ひめかと組み、中野たむ&白川未奈&ウナギ・サヤカが持つアーティスト・オブ・スターダム王座に挑戦し勝利。王座を奪取する。
- 10月9日、大阪城ホール大会にて元々マッチメイクされていた渡辺桃、上谷沙弥、AZMとの6人タッグマッチを、アーティスト・オブ・スターダムの初防衛戦に変更。3つのベルトのカラーに合わせたコスチュームを用意し、初防衛成功。
- 12月18日、大阪府立体育会館第1競技場にて1000万円争奪ユニット・トーナメントで優勝する。
- 12月29日、アーティスト王座防衛戦、東京・両国国技館にてvs 白川未奈＆ウナギ・サヤカ＆桜井まいに勝利。

### 2022年
- 2月1日、東京・後楽園ホールにてスターライト・キッドがベルトを持つハイスピード王座に挑戦するがドローにより王座奪取ならず。
- 3月27日、東京・両国国技館にてAZMがベルトを持つハイスピード王座に挑戦するが敗れる。
- 4月23日、アーティスト・オブ・スターダム王座防衛戦、兵庫・神戸サンボーホールvs 中野たむ&白川未奈&ウナギ・サヤカ戦にて引き分け防衛し、最多防衛記録7回に並ぶ。
- 4月29日、東京・大田区総合体育館にてシンデレラトーナメント準決勝まで進むもMIRAIに敗れる。
- 5月28日、アーティスト王座防衛戦、東京・大田区総合体育館にてvs 鹿島沙希＆スターライト・キッド＆渡辺桃に敗北し8度目の防衛に失敗。
- 6月7日、中野たむとのシングル2番勝負が決まり、第1戦はスターダム史上初の金網戦で行うことが決定した[26]。
- 26日、名古屋国際会議場にて、中野との2番勝負第1戦の金網戦を行う。試合終盤、宙吊り状態でスリーパーをかけられ失神。そのまま中野に金網からエスケープされ敗れた[27][28]。
- 28日、金網戦から2日後に後楽園にて行われた第2戦で中野たむから勝利を奪う[29]。
- 7月9日、立川ステージガーデン大会にて遺恨決着戦としてDDM対コズエンのイリミネーション戦が行われる。試合終盤、エプロンでの攻防中に突如としてリーダーのジュリアに顔面トラースキックを浴びせ、さらに断崖式ジャーマンスープレックスを放った。試合終了後DDMからの決別を宣言してコズエン（COSMIC ANGELS）に移籍。まさかの形で1年以上の抗争に終止符が打たれた[30][31]。
- 14日、コズエン入り初戦を行い、STARSに勝利する[32]。
- 24日、ゴッデス・オブ・スターダム王者のFWC（葉月、コグマ）の防衛戦に逆指名される[33]。（タッグパートナーは中野たむ）
- 31日、KAIRIとのタッグ「ぽいレーツ」を6年ぶりに結成。試合にも勝利する[34]。
- 8月3日、中野たむとのタッグを正式結成。
- 8月21日、愛知県体育館にて中野たむと組み、コグマ＆葉月が持つゴッデス・オブ・スターダムに挑戦し奪取。第25代ゴッデス・オブ・スターダム王者となる。
- 9月11日、ゴッデス・オブ・スターダム王座防衛戦、神奈川・横浜武道館にてvs MIRAI＆壮麗亜美に勝利。
- 10月3日、中野たむとのタッグ名が『meltear』に決まる[35]。
- 10月23日、GODDESSES OF STARDOM開幕戦に登場。新入場曲の「Double Frontier」を中野たむと歌いながら入場する。
- 11月3日、ゴッデス・オブ・スターダム王座防衛戦、広島サンプラザホールにてvs 渡辺桃＆スターライト・キッドに勝利。
- 11月13日、「ブシロード15周年記念ライブ in ベルーナドーム」に出演[36]。中野たむと共に入場曲の「Double Frontier」をドームの観客の前で歌った。
- 12月29日、両国国技館で行われたV3戦で高橋奈七永＆優宇に敗北[37]。

### 2023年
- 4月2日、KAIRIに呼び込まれる形で、KAIRI、安納サオリと共に新タッグチームの「Restart」を結成[注 1]。アーティスト王者組のプロミネンス（鈴季すず、世羅りさ、柊くるみ組）に挑戦表明した[38][39]。
- 4月23日、ALLSTAR GRAND QUEENDOM 2023にて、Restartとしてプロミネンスに挑戦し、安納が鈴季からフォールを奪い勝利。アーティスト王座を戴冠[40]。
- 5月27日、大田区総合体育館大会にて、バリバリボンバーズ（ジュリア、テクラ、桜井まい組）とアーティスト王座をかけ戦うも、安納がジュリアに丸め込まれ王座を失う[41]。
- 6月4日、安納とタッグを組んでいた試合で、誤爆がきっかけで一触即発状態となる[42]。その後、7月2日にインディアン・ストラップ・マッチ形式での遺恨清算戦に敗れた直後、双方が歩み寄って和解[43][44]。8月13日には安納とのタッグでゴッデス王座を奪取した[45]。
- 7月23日より行われた、5★STAR GP 2023に参加[46]。「なつぽい最強計画」を掲げ[47]、開幕5戦負け無しと好調だったものの、その後3連敗を喫し優勝戦線から脱落[46]。最終的に5勝4敗1分けでリーグを終えたが、優勝した鈴季すずに勝利したことなどが評価され、殊勲賞に選ばれた[48][49]。リーグ戦終了後、頸椎ヘルニアと診断され、欠場を発表。決定していたゴッデス王座防衛戦とGODDESSES OF STARDOM 2023の欠場を発表した[50]。

### 2024年
- 3月9日、横浜武道館大会にて復帰（安納サオリ&なつぽい vs Sareee&橋本千紘）。
- 7月6日、引退を公言した角田奈穂のプロデュース興行CROSSに出場した[51]。
- 7月27日、シャトレーゼ ガトーキングダムサッポロ大会にて安納サオリの持つワンダー・オブ・スターダム王座に挑戦、フェアリーマジックで勝利しワンダー・オブ・スターダム王座を戴冠。
- 8月4日、アクトシティ浜松大会にて舞華&白川未奈&ジーナの持つアーティスト・オブ・スターダム王座に中野たむ、安納サオリと組んで挑戦。中野がジーナをバイオレットスクリュードライバーで下し、アーティスト王座を戴冠。

## 人物
元は「万喜なつみ」として試合をしていたがスターダムへ参戦の際にレスラーになる前からのあだ名である「なつぽい」にリングネームを変更。
Sareeeとは同学年で、シングルマッチで対戦後、ディアナやJWPでタッグを組む。ともに伊藤薫の元で練習に励む。
堀田祐美子からは2017年に「本気で戦ったら秒殺。だけど、一つだけ私の心を動かした。無我夢中に必死で戦っているのを心で感じた。眼力が凄かった。何とかしてあげたいと思った」と評された。
目標は「レスラーや女優の枠にはまらない、飛び抜けたスーパースター」。
2017年6月25日、Begnning新木場大会では、WWE入りを表明した宝城カイリから預かった、紫のコスチュームを着用。以降もしばらく使用していたが、後に白を基調としたコスチュームに変更。それ以降は白を基調としたコスチュームを多用している。
基本はショートカットヘアーだが、時折、エクステ等でロングヘアーにして試合をすることもある。
趣味はコスプレ。
2021年6月7日に行われた会見の途中、中野たむと明太子とジェノべーゼパスタを顔面に押しつけ合う大乱闘が発生する。その後、中野とタッグを結成することとなったが、タッグ名に「明太子とジェノベーゼ」を提案。だが、すぐに却下された。

## 得意技
体の柔らかさを活かしたジャーマン・スープレックスなどを放つ一方で、エプロンサイドでのジャーマン・スープレックスなどの過激なファイトも敢行する。
最近では、ブリッジ技の封印をしているが、スターライト・キッドとのタッグなど稀に解禁することもある。

### フィニッシュ・ホールド
フェアリー・プリンセス
側転式の飛びつき腕ひしぎ十字固め。
フェアリアル・ギフト
コーナートップから側宙で踏み切るダイビング・ボディプレス。
フェアリー・ストレイン
クロスアーム式ジャーマン・スープレックス・ホールド。
フェアリー・ブリンク
コマンド・ボリショイのライムライトと同型。肩車で相手に飛び乗り、上部で旋回しながらカサドーラに移行。腰付近で回転し、エビ固めからピンフォールにもっていく。
フェアリング・リング
コフィ・キングストンのSOSと同型。正面から相手の脇へ体を潜り込ませて、足を振りかぶって大外刈のように相手の足を刈りながら前方に回転して相手を背面から叩きつける高速の雁之助クラッチ。だがこの技は、丸め込みというより投げ技の要素が大きい。
フェアリー・マジック
回転式ラ・マヒストラル。

### 打撃技
エルボー
水平チョップ
逆水平チョップ
張り手
バックラッシュ
手をつかない状態で側転し、相手の腰をキャッチする。そのまま空中回転を続けて着地の際に勢いよく相手をマットに叩きつける（側転からの横方向回転エビ固め）。スターダム参戦時代に風香から伝授された。
ドロップキック
顔面ウォッシュ・ドロップキック
サードロープにリング外やリング内を向いてもたれている相手に対して、勢いをつけて相手の顔面にドロップキックを放ち、相手をエプロンに追いやる。
ローリング・ソバット
冠先割
相手の前から相手の顎を斜め下から蹴り上げる変型トラースキック。しゃがんだ状態から放つ低空式もある。なつぽいの関節の柔らかさも相まって威力は抜群。読み方は「かむろさきわり」。

### 投げ技
ジャーマン・スープレックス
ジャーマン・スープレックス・ホールド
なつぽいならではの関節の柔らかさを活かしてハイブリッジで行う。
ロコモーション式ジャーマン・スープレックス
ジャーマン・スープレックス・ホールド同様、ハイブリッジで行う。
ぽい捨てジャーマン
ジャーマン・スープレックスの体勢で相手を垂直落下で頭から落としたあと、背中をマットに着けずに空中でブリッジするようにその体勢を一定時間キープする変型の投げっぱなし式ジャーマン・スープレックス。
フィッシャーマンズ式ネックブリーカー
側転からのアームホイップ

### 飛び技
ダイビング・ボディ・アタック
プランチャ・スイシーダ
コーナートップから場外にいる相手に向けて放つ。

### 関節技
パロスペシャル

### その他（反則技）
フェアリ丸ミスト
ウイスキーを口に含みながらミスト攻撃を放つ技。同じ技を得意とする金丸義信から伝授され、「Historic X-over」で初披露。以降も稀に行っている。

## タイトル歴
スターダム
- 第20代ハイスピード王座
- 第23代ワンダー・オブ・スターダム王座
- 第25代・第29代ゴッデス・オブ・スターダム王座
  - w / 中野たむ
  - w / 安納サオリ
- 第26代・第29代・第33代アーティスト・オブ・スターダム王座
  - w / 舞華＆ひめか
  - w / KAIRI＆安納サオリ
  - w / 中野たむ＆安納サオリ

東京女子プロレス
- 初代インターナショナル・プリンセス王座

## 入場曲
- The Strongest of All／海津信志（スターダム所属として現在使用している入場曲）
- Double Frontier／meltear（meltearとして活動時に使用[60]）
- fairy on the ring / オリジナル曲（東京女子プロレス参戦〜スターダム参戦以降）
- Clarity / Zedd（Actwres girl'Z時代）

## メディア出演

### テレビ
- 行列のできる法律相談所（日本テレビ）
- ザ・ジャッジ! 〜得する法律ファイル（フジテレビ）
- 女子プロレスのお仕事（ファイティングTVサムライ、2016年10月6日初回放送） -  MC
- レジェンド女子プロレス　ファイティングガールズ（2017年2月3日、フジテレビ）[61]
- ロンドンハーツ『時々呼ぶかもしれない女性タレントオーディション』（2020年1月7日、テレビ朝日）
- 全力!脱力タイムズ（2022年9月30日・2025年1月31日、フジテレビ）2022年は中野たむと共演
- くりぃむナンタラ（2024年10月16日・12月4日・11日、テレビ朝日系列）
- しゃべくり007（2025年4月7日、日本テレビ）
- THE 夜もヒッパレ!「復活!見たい聴きたい歌いたい曲TOP10」（2025年5月24日、日本テレビ）[62]
- 上田ちゃんネル（2025年7月4日、テレビ朝日系列）

### 劇場アニメ
- 劇場版「Re:STARS 〜未来へ繋ぐ2つのきらぼし〜」（2023年7月21日、ブシロードムーブ）- レイラ 役[63]

### 舞台
- 演劇集団アトリエッジ「流れる雲よ2013」（2013年4月14日 - 29日、笹塚ファクトリー）
- 演劇集団アトリエッジ「ぞめきの消えた夏」（2013年9月18日 - 23日、新宿シアターサンモール）
- 演劇集団アトリエッジ「流れる雲よ2014」（2014年5月28日 - 6月8日、中野ザ・ポケット）
- 劇団SBZ「天翔ける盗賊石川五右衛門」（2014年7月24日 - 27日、品川スクエア荏原）– お小夜/お夏役
- ワイアールジャパン「0120～フリーダイヤル～」（2014年9月26日 - 29日、シアターブラッツ）
- ワイアールジャパン「ある女のある物語」（2014年10月23日 - 26日、新宿シアターサンモール） - キャバ嬢役
- スターダムプロモーション「タガタメナルゾ」（2014年11月28日 - 30日、ブディストホール）
- 演劇集団アトリエッジ「流れる雲よ」（6月24日 - 7月5日、新宿シアターモリエール）
- Sing Equally under the Sky-DIVISION-（2016年10月12日 - 13日、渋谷 TSUTAYA O-West）[64]
- eclat「SWORDROCKER」（2018年6月1日 - 3日、大阪・HEP HALL）[65]
- AWG「カウント2.9！」（2018年7月26日 - 29日、新木場1stRING） - 一ノ瀬一二三 役[66]
- 五反田タイガー「Casket 〜深海から見える星〜」（2018年9月12日 - 17日、草月ホール） - チョウチンアンコウ 役
- Three Kingdoms 〜赤壁・合戦編〜（2020年11月11日 - 15日、THEATER1010） - 張飛 役[67]
- アサルトリリィ Lost Memories（2022年1月20日 - 30日、池袋サンシャイン劇場） - L 役[68][69]

### CM
- ヨドバシカメラ
- セブンナイツ（2018年、Netmarble Japan Inc.） - 万喜なつみ 役

### 雑誌
- Soup.（2017年2月号、スープ）- 辛口ビューティーレッスンに中野たむちゃんと掲載。
- 週刊プレイボーイ（2017年24号、集英社）[70]
- 週プレ グラビアスペシャル増刊SUMMER2017（2017年8月9日、集英社）
- 週刊プレイボーイ（2018年16号、集英社）

### イベント
- まんがワールド 其の44 「#ももプロＺ 」（新宿ロフトプラスワン、2016年10月29日）[71]

### ウェブテレビ
- 美人が集結！4.23大会の見所をきいちゃおう！（2017年4月21日、ニコニコプロレスチャンネル）[72]
- DDTLIVE!マジ卍超 "路上プロレス" in AbemaTowers（2019年3月29日、AbemaTV） - AbemaTV社員役

## 作品

### 写真集
- なつみ感。（2007年3月、心交社）- 撮影:土井一秀
- ぽい拾い。（2022年2月）

### DVD
- フルーツパフェ（2006年7月30日、英知）
- 眩い陽射しに微笑みがえし・杏なつみ 10才（2006年9月20日、イーネット・フロンティア）
- いもうとエクササイズ Vol.3（2006年10月30日、アイファクトリー）- 愛永と共演
- 杏なつみ 10才 眩い陽射しに微笑みがえし2（2006年11月20日、イーネット・フロンティア）
- 杏なつみ（2007年1月19日、クララピクチャーズ）
- なつみのあんさんぶる（2007年3月16日、心交社）
- くすぐり学園 番外編 幽霊屋敷でオニごっこ Vol.1（2007年4月26日、オルスタックピクチャーズ）
- 美咲あい&杏なつみ あいどーなつ なつみvsあい（2007年6月22日、クララピクチャーズ）
- おおきくなーれ 11歳（2007年6月28日、オルスタックピクチャーズ）
- Etude（2007年8月25日、アイマックス）
- ちっちゃいの（2008年4月25日、海王社）

### CD
- ティアーズテイル（2023年4月19日、ブシロードミュージック） - meltear[73]